# Берекет
Берекет (туркм.  Bereket, прежние названия Казанджик, Газанджык) — город в Балканском велаяте на юго-западе Туркменистана. Население 23762 человек (2010).

## История
Казанджик возник в 1895 году в связи со строительством Закаспийской железной дороги. В 1886 году был построен православный храм. До 1939 года был посёлком. Являлся центром Казанджикского района Туркменской ССР. В советское время в Казанджике был построен завод по выпуску йода. В 2000 году испытал сильное землетрясение.
Через Берекет проходит железнодорожная линия «Север — Юг»: Узень (Казахстан) — Кызылкая — Берекет — Этрек (Туркменистан) — Горган (Иран)..

## География
Расположен у северо-западных отрогов Копетдага в 292 км северо-западнее Ашхабада, с которым связан автотрассой М37. Железнодорожная станция на линии Ашхабад — Туркменбашы. В Берекете находится конечный пункт Каракумского канала.
Город находится рядом с антиклиналью это классическая транспрессивная структура, образованная в обстановке косого (правостороннего) сжатия. Сопряжена с треугольной синклиналью. Фрактально повторяет общую форму всего Копетдага.

## Население
| Год             | 1989   | 2010   | 2022   |
| --------------- | ------ | ------ | ------ |
| Население (чел) | 14 424 | 23 762 | 23 697 |

| Год  | Численность | Численность |
| ---- | ----------- | ----------- |
| 1939 | 6259        | [ 8 ]       |
| 1959 | 7807        | [ 9 ]       |
| 1970 | 10 082      | [ 10 ]      |
| 1979 | 12 451      | [ 11 ]      |
| 1989 | 14 424      | [ 12 ]      |
| 2022 | 23 697      |             |

## Достопримечательности
- Обелиск на братской могиле погибших в годы Гражданской войны.
- В 50 км северо-западнее города у железнодорожной станции Перевал находится памятник на месте расстрела в сентябре 1918 года 26 бакинских комиссаров (1958)[13].
- В г. Казанджике в 1986 году, в частях 58-й мотострелковой дивизии Туркестанского военного округа МО СССР, был снят фильм «Атака».